# العلاقات الغواتيمالية الماليزية
العلاقات الغواتيمالية الماليزية هي العلاقات الثنائية التي تجمع بين غواتيمالا وماليزيا.

## مقارنة بين البلدين
هذه مقارنة عامة ومرجعية للدولتين:
| وجه المقارنة                                              | غواتيمالا       | ماليزيا       |
| --------------------------------------------------------- | --------------- | ------------- |
| المساحة (كم2)                                             | 108.89 ألف      | 330.29 ألف    |
| عدد السكان (نسمة)                                         | 17.26 مليون     | 31.62 مليون   |
| الكثافة السكانية (ن./كم²)                                 | 158.51          | 95.73         |
| العاصمة                                                   | غواتيمالا       | كوالالمبور    |
| اللغة الرسمية                                             | اللغة الإسبانية | لغة ماليزية   |
| العملة                                                    | كتزال غواتيمالي | رينغيت ماليزي |
| الناتج المحلي الإجمالي (بليون دولار)                      | 75.62 مليار     | 314.50 مليار  |
| الناتج المحلي الإجمالي (تعادل القوة الشرائية) بليون دولار | 126.21 مليار    | 817.43 مليار  |
| الناتج المحلي الإجمالي الاسمي للفرد دولار أمريكي          | 3.90 ألف        | 9.77 ألف      |
| الناتج المحلي الإجمالي للفرد دولار أمريكي                 | 7.45 ألف        | 25.64 ألف     |
| مؤشر التنمية البشرية                                      | 0.627           | 0.779         |
| رمز المكالمات الدولي                                      | +502            | +60           |
| رمز الإنترنت                                              | .gt             | .my           |
| المنطقة الزمنية                                           | 00              | ت ع م+08:00   |

## منظمات دولية مشتركة
يشترك البلدان في عضوية مجموعة من المنظمات الدولية، منها:
| علم المنظمة | اسم المنظمة                               | تاريخ انضمام غواتيمالا | تاريخ انضمام ماليزيا |
| ----------- | ----------------------------------------- | ---------------------- | -------------------- |
|             | مؤسسة التنمية الدولية                     | 27 أبريل 1961          | 24 سبتمبر 1960       |
|             | يونسكو                                    | 2 يناير 1950           | 16 يونيو 1958        |
|             | وكالة ضمان الاستثمار متعدد الأطراف        | 11 يوليو 1996          | 6 ديسمبر 1991        |
|             | الأمم المتحدة                             | 21 نوفمبر 1945         | 17 سبتمبر 1957       |
|             | الاتحاد البريدي العالمي                   | ?                      | ?                    |
|             | البنك الدولي للإنشاء والتعمير             | 28 ديسمبر 1945         | 7 مارس 1958          |
|             | المنظمة الهيدروغرافية الدولية             | ?                      | ?                    |
|             | الاتحاد الدولي للاتصالات                  | 10 يوليو 1914          | 3 فبراير 1958        |
|             | منظمة حظر الأسلحة الكيميائية              | ?                      | ?                    |
|             | مؤسسة التمويل الدولية                     | 20 يوليو 1956          | 20 مارس 1958         |
|             | المركز الدولي لتسوية المنازعات الاستشارية | 20 فبراير 2003         | 14 أكتوبر 1966       |
|             | منظمة التجارة العالمية                    | ?                      | ?                    |
|             | منظمة الشرطة الجنائية الدولية             | ?                      | ?                    |

## وصلات خارجية
- موقع وزارة الخارجية الغواتيمالية
- موقع وزارة الخارجية الماليزية